# Santimamiñe

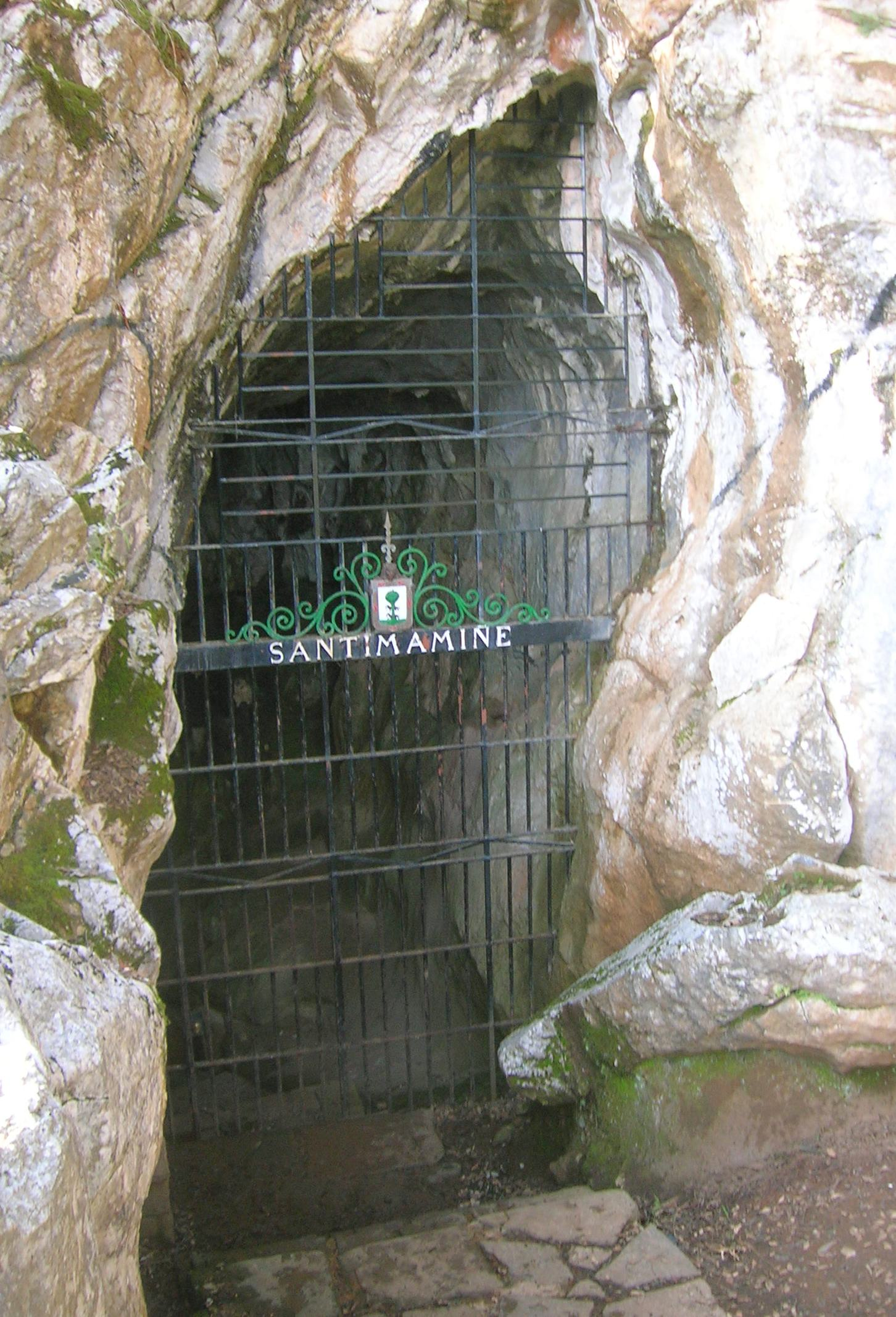
Entrada a la cova

La cova de Santimamiñe, Kortezubi, Biscaia, País Basc és un dels jaciments arqueològics més importants del País Basc i inclou una seqüència completa des de mitjan paleolític a l'edat del ferro. La seqüència inclou les cultures:
- Mosterià
- Châtelperronià
- Aurignacià
- Gravettià
- Solutrià
- Magdalenià
- Azilià

## Descobriment
L'any 1916, J. F. Bengoetxea hi va trobar les pintures rupestres i a partir de l'any següent els arqueòlegs Enrique Eguren, Telesforo Aranzadi i Jose Miguel Barandiaran van explorar la cova a fons entre els anys 1918 i 1926.
Van estar obertes a la visita del públic, però actualment l'accés està restringit. Tanmateix, es pot fer una visita virtual sota el nom de "Santimamiñe, milaka urteko paisaia" ('Santimimañe, paisatge per milers d'anys').

## Descripció
La cova té una galeria de 365 metres i hi ha estalactites i estalagmites.
La sala principal té forma quadrada de 4 m de llarg, 3 m d'amplada amb una alçada de 3,5 m.
A més, té restes sense classificar del Neolític, Calcolític, del bronze i del ferro.
Són ben conegudes les seves pintures rupestres, que pertanyen al període Magdalenià i que mostren bisons, cavalls, cabres i cérvols.
Es troba prop de l'estuari d'Urdaibai.